# Stélbrattur
Stélbrattur är en kulle i republiken Island. Den ligger i regionen Norðurland vestra, 130 km nordost om huvudstaden Reykjavík. Toppen på Stélbrattur är 744 meter över havet.
Trakten runt Stélbrattur är nära nog obefolkad, med mindre än två invånare per kvadratkilometer. Det finns inga samhällen i närheten. Trakten runt Stélbrattur består i huvudsak av gräsmarker.